# Begraafplaats van Waasten
De Begraafplaats van Waasten is een gemeentelijke begraafplaats in het Belgische dorp Waasten, een deelgemeente van Komen-Waasten. De begraafplaats ligt aan de Groene Weg, op 500 m ten noorden van het dorpscentrum (Sint-Petrus-en-Pauluskerk). Ze heeft een langwerpige vorm en wordt door een haag omsloten. De toegang bestaat uit een dubbel metalen traliehek tussen natuurstenen zuilen.

## Britse oorlogsgraven
In de noordelijke hoek van de begraafplaats ligt een Brits militair perk met 21 gesneuvelden (waaronder 3 niet geïdentificeerde) uit de Tweede Wereldoorlog. Het perk heeft een lange rechthoekige vorm waarin de grafzerken in twee rijen rug aan rug staan opgesteld.
Alle slachtoffers zijn Britten die sneuvelden tussen 25 mei en 1 juni 1940 bij de gevechten aan de Leie tegen het oprukkende Duitse leger om de aftocht van het gros van het Britse expeditieleger naar Duinkerke te dekken. Onder hen zijn er twee leden van de Royal Air Force die met hun Blenheim bommenwerper boven Waasten werden neergeschoten. De piloot van het toestel werd bij zijn eveneens gesneuvelde broer in de Britse begraafplaats Jonkerbos War Cemetery in Nijmegen begraven.
De graven worden onderhouden door de Commonwealth War Graves Commission en zijn daar geregistreerd onder Warneton (Waasten) Communal Cemetery.

### Onderscheiden militair
- Francis McCulloch, korporaal bij de Highland Light Infantry werd onderscheiden met de Military Medal (MM)